# Mecocerculus stictopterus
A Mecocerculus stictopterus a madarak (Aves) osztályának verébalakúak (Passeriformes) rendjébe és a királygébicsfélék (Tyrannidae) családjába tartozó faj.

## Rendszerezése
A fajt Philip Lutley Sclater angol ügyvéd és zoológus írta le 1858-ban, az Elainia nembe Elainia stictoptera néven. Egyes szervezetek a Xanthomyias nembe sorolják Xanthomyias stictopterus néven.

## Alfajai
- Mecocerculus stictopterus albocaudatus W. H. Phelps & Gilliard, 1941
- Mecocerculus stictopterus stictopterus (P. L. Sclater, 1859)
- Mecocerculus stictopterus taeniopterus Cabanis, 1874[1]

## Előfordulása
Az Andokban, Bolívia, Ecuador, Kolumbia, Peru és Venezuela területén honos. Természetes élőhelyei a szubtrópusi és trópusi hegyi esőerdők és magaslati cserjések. Állandó, nem vonuló faj.

## Megjelenése
Testhossza 13 centiméter, testtömege 8-11 gramm.

## Természetvédelmi helyzete
Az elterjedési területe nagyon nagy, egyedszáma pedig stabil. A Természetvédelmi Világszövetség Vörös listáján nem fenyegetett fajként szerepel.